# 南涧茶厂

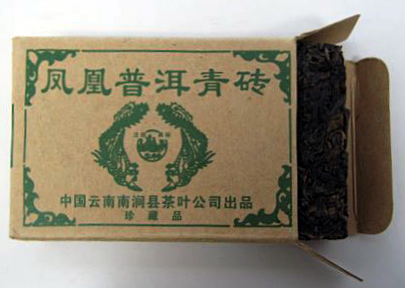
一款南涧茶厂生产的砖茶

南涧茶厂，是位于云南省大理的一个茶厂。

## 沿革
1983年，国营下关茶厂原厂长兼党支部副书记林兴云因与厂方不和而离开。1983年底，林兴云创办南涧茶厂。1985年至1989年，南涧茶厂生产沱茶。1987年5月10日，注册土林牌凤凰商标，编号第286510号，主要供应重庆地区。1989年-1992年，南涧茶厂处于停产状态。1991年3月，公司重组成立南涧县茶叶公司，为国有企业。1993年底，重新生产沱茶。1994年，开始售往广东香港等地。2003年，生产饼茶。